# Lapio
Lapio ist eine italienische Gemeinde mit 1476 Einwohnern (Stand 31. Dezember 2023) in der Provinz Avellino in der Region Kampanien.

## Geografie
Die Nachbargemeinden sind  Candida, Chiusano di San Domenico, Luogosano, Montefalcione, Montemiletto, Parolise, San Mango sul Calore und Taurasi.

## Infrastruktur

### Straße
- Autobahnausfahrt Avellino-est A16 Neapel–Canosa
- Ausfahrt Avellino RA2 Avellino–Salerno
- über Montemiletto, Via Appia

### Bahn
- Der Haltepunkt Lapio liegt nordöstlich des Ortes an der im Personenverkehr nicht mehr betriebenen Bahnstrecke Avellino–Rocchetta Sant’Antonio.

### Flug
- Flughafen Neapel

## Wichtige Persönlichkeiten
- Giuseppe Caprio (* 15. November 1914 in Lapio; † 15. Oktober 2005 in Rom), vatikanischer Diplomat und Kurienkardinal